# جورج بورکینشاو
جورج بورکینشاو (انگلیسی: George Burkinshaw; ۱ اکتبر ۱۹۲۲ – ۱۹۸۲ (۵۹−۶۰ سال)) بازیکن فوتبال اهل بریتانیا بود.
از باشگاه‌هایی که در آن بازی کرده‌است می‌توان به باشگاه فوتبال بارنزلی، باشگاه فوتبال کارلایل یونایتد، و باشگاه فوتبال برادفورد سیتی اشاره کرد.